# Inoffizielle Ringer-Europameisterschaften 1902
Die in heutiger Wertung Inoffiziellen Ringer-Europameisterschaften 1902 fanden am 4. Januar 1902 in Den Haag statt. Die Ringer wurden nicht in Gewichtsklassen unterteilt. Gerungen wurde im damals üblichen griechisch-römischen Stil. Das Turnier gewann der Däne Hans-Heinrich Egeberg, der damit einen seiner ersten großen internationalen Titel errang.

## Ergebnisse
| Platz | Land        | Sportler              |
| ----- | ----------- | --------------------- |
| 1     | Dänemark    | Hans-Heinrich Egeberg |
| 2     | Niederlande | J. Koelink            |
| 3     | Niederlande | A. Kok                |